# 横浜純情小町☆
横浜純情小町☆（よこはまじゅんじょうこまち）は、神奈川県横浜市を拠点に活動していた女性アイドルグループ。川崎純情小町☆の姉妹グループ。ホワイトウルフ所属。

## 概要
神奈川県横浜市の地域活性化プロジェクトとして立ち上げられたご当地アイドルグループ。ホワイトウルフ所属。
2017年4月、全国地域活性化計画「純情小町☆プロジェクト」と題し、ご当地アイドル「川崎純情小町☆」のフランチャイズ化を発表。2019年4月、純情小町☆GROUPから横浜育ちの姉妹、芹沢あかり、芹沢ゆかりで結成された「横浜純情小町☆」が誕生。
結成月の4月26日には横浜観光案内所（横浜TIC）観光案内大使に就任。横浜市内の店舗や企業の広報大使やイメージキャラクターを行っている。
2019年6月、純情小町☆GROUP（川崎純情小町☆、横浜純情小町☆、純情小町☆研究生）で初の海外遠征を実施。
横浜中華街のクリーンアップには毎月参加している。2020年1月に横浜中華街市場通りPR大使に就任。同年7月、日本ご当地アイドル活性協会が選ぶ『2020年上半期（第14回）アイドルセレクト10』に選出される。
2020年5月、1stシングルCD「Yokohama Chinatown」発売。横浜市の横浜中華街をテーマにしたご当地ソング。
2020年12月、『2020年ご当地アイドル肩書きランキングBEST20』で第4位に選ばれる。
2021年2月、2ndシングルにして、デジタルシングル「この街のどこかで」発売。横浜をテーマにしたご当地ソング。
2021年3月、神奈川県警察見守り応援大使に就任。コロナ禍で啓発イベントができない中、神奈川県警とコラボで防犯体操の動画を作成し、YouTube等SNSでの啓発活動を実施。その様子が話題となりテレビや新聞など各種メディアに取り上げられる。
2023年10月24日、最後のメンバーの伊藤歌音が卒業し、グループは活動休止となった。

## メンバー

### 現メンバー
なし

### 旧メンバー
- 芹沢あかり（せりざわあかり） 2019年4月 - 2021年5月 、東部担当（鶴見・神奈川・西・中・南）
- 芹沢ゆかり（せりざわゆかり） 2019年4月 - 2021年5月、北部担当（港北・緑・青葉・都筑）
- 能勢ひまり (のせひまり) 2020年12月 - 2021年5月、西部担当（保土ケ谷・旭・泉・瀬谷）
- 伊藤歌音 (いとうかのん) 2020年8月 - 2023年10月、全域担当

## ディスコグラフィー

### シングル

#### Yokohama Chinatown（2020年5月19日発売）
1. Yokohama Chinatown
2. 横浜市歌
3. Yokohama Chinatown 〜一緒におでかけver.〜
4. Yokohama Chinatown -instrumental-
5. 横浜市歌 -instrumental-

#### この街のどこかで（2021年2月28日発売　配信）
1. この街のどこかで
2. ドリ☆バル
3. この街のどこかで(instrumental)
4. ドリ☆バル(instrumental)

## 出演

### イメージキャラクター等
☆計15個（2021年6月15日現在）
- 神奈川県警察見守り応援大使
- 横浜中華街 市場通りPR大使
- 横浜観光案内所（横浜TIC）観光案内大使
- ファミリーマート横浜舞岡町店 イベント大使
- RAKU SPA 鶴見 広報大使
- リリピア（Lilipeer）広報大使
- 横浜電子株式会社 イメージキャラクター
- カンファーツリー 広報大使
- アラビアンケバブ広報大使
- ハッピーケバブ広報大使
- サンマリッジ開運堂広報大使
- ドラゴンキッチン イメージガール
- RAKU SPA 鶴見 一日店長
- ファミリーマート横浜舞岡町店 一日店長
- ファミリーマート川崎川中島二丁目店 一日店長

## ミュージックビデオ
| 公開年 | 監督 | 曲名               | 備考 |
| ------ | ---- | ------------------ | ---- |
| 2020年 |      | Yokohama Chinatown |      |
| 2021年 |      | この街のどこかで   |      |

### オフィシャルサイト
- 純情小町☆GROUP公式サイト
- 川崎純情小町☆公式サイト
- 川崎純情商店街☆

### オフィシャルブログ
- 横浜純情小町☆公式ブログ
- 横浜純情小町☆横浜PR公式ブログ
- 川崎純情小町☆公式ブログ
- 川崎純情小町☆川崎PR公式ブログ
- 純情小町☆研究生公式ブログ
- 前畑剛公式ブログ

### Twitter
- 伊藤歌音 (@kanon_itoh) - X（旧Twitter）
- 横浜純情小町☆ (@yjk_official) - X（旧Twitter）
- 鶴田ちなみ (@chinami_tsuruta) - X（旧Twitter）
- 蜂須賀ゆず (@yuzu_hachisuga) - X（旧Twitter）
- 桜井杏菜 (@anna_sakurai114) - X（旧Twitter）
- 川崎純情小町☆ (@kjkofficial) - X（旧Twitter）
- 前畑剛 (@tsuyoshimaehata) - X（旧Twitter）

| スタブアイコン | サブスタブ | この項目は、まだ閲覧者の調べものの参照としては役立たない、アイドル（グラビアアイドル・ライブアイドル・ネットアイドル・レースクイーン・コスプレイヤーなどを含む）に関連した書きかけの項目です。この項目を加筆・訂正などしてくださる協力者を求めています（P:アイドル/PJ:芸能人）。 |